# Rajd Targa Florio 2012
Rajd Targa Florio 2012 (96. Targa Florio - Rally Internazionale di Sicilia) – 96 edycja rajdu samochodowego Rajd Targa Florio rozgrywanego we Włoszech. Rozgrywany był od 14 do 16 czerwca 2012 roku. Była to piąta runda Intercontinental Rally Challenge w roku 2012. Składać się miał z 11 odcinków specjalnych. Został przerwany po ośmiu oesach na skutek tragicznego wypadku, w którym zginął 24-letni Walijczyk Gareth Roberts. Był on pilotem Irlandczyka Craiga Breena.

## Klasyfikacja rajdu
| Miejsce                | Kierowca               | Pilot                  | Samochód                       | Czas                   | Strata                 |                        |
| Klasyfikacja generalna | Klasyfikacja generalna | Klasyfikacja generalna | Klasyfikacja generalna         | Klasyfikacja generalna | Klasyfikacja generalna | Klasyfikacja generalna |
| ---------------------- | ---------------------- | ---------------------- | ------------------------------ | ---------------------- | ---------------------- | ---------------------- |
| 1.                     | Jan Kopecký            | Pavel Dresler          | Škoda Fabia S2000              | 1:04:59.1              | 0.0                    |                        |
| 2.                     | Andreas Mikkelsen      | Ola Floene             | Škoda Fabia S2000              | 1:04:59.9              | +0.8                   |                        |
| 3.                     | Giandomenico Basso     | Mitia Dotta            | Ford Fiesta RRC                | 1:05:01.6              | +2.5                   |                        |
| 4.                     | Umberto Scandola       | Guido D’Amore          | Škoda Fabia S2000              | 1:05:22.6              | +23.5                  |                        |
| 5.                     | Paolo Andreucci        | Anna Andreussi         | Peugeot 207 S2000              | 1:05:32.4              | +33.3                  |                        |
| 6.                     | Matteo Gamba           | Emanuele Inglesi       | Peugeot 207 S2000              | 1:05:53.5              | +54.4                  |                        |
| 7.                     | Sepp Wiegand           | Timo Gottschalk        | Škoda Fabia S2000              | 1:06:07.8              | +1:08.7                |                        |
| 8.                     | Alessandro Perico      | Fabrizio Carrara       | Peugeot 207 S2000              | 1:06:17.4              | +1:18.3                |                        |
| 9.                     | Salvatore Riolo        | Francesco Picarella    | Fiat Abarth Grande Punto S2000 | 1:07:15.7              | +2:16.6                |                        |
| 10.                    | Simone Campedelli      | Danilo Fappani         | Citroën DS3 R3T                | 1:08:02.6              | +3:03.5                |                        |